# 劉惟德 (禮部主事)
劉惟德，廬陵人，明朝官員，當過禮部主事。永乐七年（1409年）冬十一月朝廷派他去四川，路过杨学可家時，親眼目睹韩娥从军事迹。並將其事跡寫成《韓娥傳》。《清风先生传》也是劉惟德的作品。